# ベネシス
株式会社ベネシス（英文・Benesis Corporation）は、かつて存在した製薬会社。本社は大阪府大阪市中央区北浜二丁目6番18号に置いていた。
田辺三菱製薬の100%子会社であった。

## 会社概要
2002年（平成14年）10月1日、三菱ウェルファーマ（現・田辺三菱製薬）の生物製剤製造部門及び血漿分画部門を分割し、設立された。2012年（平成24年）10月1日をもって、当社の血漿分画事業を日本赤十字社の血漿分画事業部門と統合し、「一般社団法人日本血液製剤機構」が発足。当社には生物製剤製造部門が残ったが、2014年（平成26年）10月1日に親会社である田辺三菱製薬に吸収合併され、消滅した。

## 沿革
- 2002年（平成14年）10月1日 - 三菱ウェルファーマ株式会社の「生物製剤製造部門（生産機能、安全管理機能から移管）」を分割、株式会社ベネシスを設立。
- 2003年（平成15年）7月1日 - 三菱ウェルファーマより研究開発機能、営業企画・一部の学術機能を移管。
- 2004年（平成16年）
  - 1月1日 - 京都府福知山市長田野町二丁目11番地に、オサダノ工場（現・一般社団法人日本血液製剤機構京都工場）新棟建設着工。淀川工場の老朽化に伴う機能移転。
  - 10月1日 - 三菱ウェルファーマより、血漿分画製剤に関する豊富な知識を有する専門スタッフ（プラズマ・プロダクト・マネジャー：PPM）を移管。
- 2005年（平成17年）
  - 6月1日 - オサダノ工場新棟が竣工。
  - 8月31日 - 老朽化のため淀川工場の生産を停止。
  - 10月3日 - オサダノ工場新棟が本格稼働を開始。
  - 12月30日 - 淀川工場を閉鎖。
- 2006年（平成18年）4月1日 - オサダノ工場の名称を京都工場に変更。
- 2007年（平成19年）10月1日 - 親会社であった三菱ウェルファーマが田辺製薬（存続会社）と合併、田辺三菱製薬株式会社が発足。当社は田辺三菱製薬のグループ会社となる。
- 2009年（平成21年）
  - 1月1日 - 枚方研究所の名称を大阪研究所に変更。田辺三菱製薬 加島事業所と統合の上、新築移転。
  - 4月1日 - 医薬専門の医薬情報担当者（MR）を、全国に配置。
  - 10月5日 - 本社機能を田辺三菱製薬 平野町2号ビル（大阪府大阪市中央区平野町二丁目）から、現在地に新築移転。
- 2012年（平成24年）10月1日 - 日本赤十字社の血漿分画事業部門と、当社血漿事業部門が統合、一般社団法人日本血液製剤機構を法人設立。
- 2014年（平成26年）10月1日 - 田辺三菱製薬に吸収合併され消滅。

## 事業所一覧
2014年（平成26年）9月30日時点
- 本社 - 大阪府大阪市中央区北浜二丁目6番18号（淀屋橋スクエア）
- 京都工場 - 京都府福知山市長田野町二丁目11番地
- 大阪研究所 - 大阪府大阪市淀川区加島三丁目16番89号（田辺三菱製薬加島事業所内）- のちに閉鎖、解体済。